# 1,1-乙二醇二乙酸酯
1,1-乙二醇二乙酸酯是一种有机化合物，化学式为(CH3CO2)2CHCH3，它是1,2-乙二醇二乙酸酯的同分异构体，为低熔点的无色固体，曾用作乙酸乙烯酯的前体。
它在工业上可以乙醛和乙酸酐为原料，在氯化铁催化下反应制得：
CH3CHO  +  (CH3CO)2O →  (CH3CO2)2CHCH3